# Porpomiris picturatus
Porpomiris picturatus är en insektsart som beskrevs av Berg 1883. Porpomiris picturatus ingår i släktet Porpomiris och familjen ängsskinnbaggar. Inga underarter finns listade i Catalogue of Life.